# Posillipo
Posillipo är ett tuffberg sydväst om Neapel, som skiljer Pozzuolibukten från Neapelbukten och når en höjd av 193 meter över havet.
Posillipo har fått sitt namn efter de där belägna ruinerna efter den antika Villa Pausilypon, som bland annat tillhörde Augustus. Posillipo erbjuder en vacker utsikt över Neapelbukten. Berget genomkorsas av flera tunnlar, av vilka Grotta Vecchia, 708 meter lång antas ha byggts av Augustus. Vid dess östra ingång finns ett antikt kolumbarium som utpekats som Vergilius grav.